# UNIVAC I

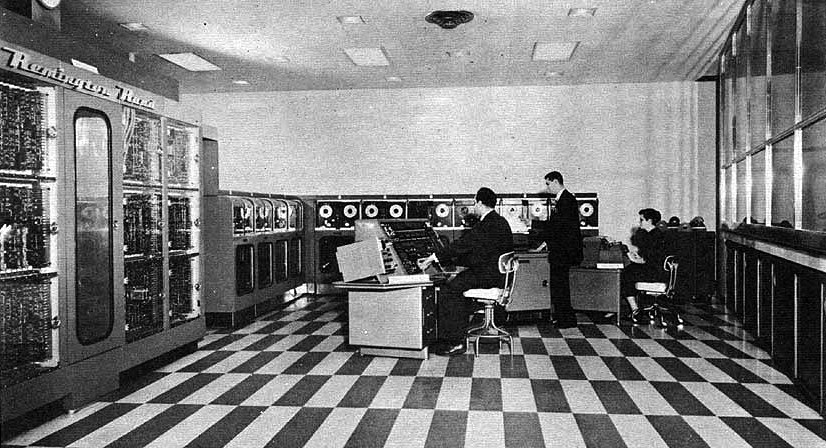
L'UNIVAC della Franklin Life Insurance Company

L'UNIVAC (UNIVersal Automatic Computer) è stato il primo computer commerciale creato negli Stati Uniti.
Fu progettato da J. Presper Eckert e John Mauchly (già progettisti dell'ENIAC) i quali ne iniziarono lo sviluppo all'interno della loro società, la Eckert-Mauchly Computer Corporation.
La novità che l'UNIVAC portò al mondo dei computer di quell'epoca fu il fatto di immagazzinare sia le istruzioni che i dati in un'unità di memorizzazione comune.
Nel 1950 la società fu incorporata dalla Remington Rand, che creò una "divisione UNIVAC" con a capo gli stessi Eckert e Mauchly. Il progetto fu completato l'anno seguente e l'UNIVAC I venne consegnato all'United States Census Bureau il 31 marzo 1951 e messo in funzione il 14 giugno seguente. Il quinto fu utilizzato durante le elezioni del 1952 e, utilizzando come riferimento i voti del 7% della popolazione, predisse la vittoria di Eisenhower con un margine di errore dell'1%. Il costo di uno di questi computer era di circa un milione di dollari l'uno.
La formula che poi andò a sostituire questo apparecchio fu proposta da IBM che permetteva il noleggio dei loro apparecchi per una cifra di circa 15.000 dollari al mese per la versione 701, versione uscita nel 1952. Nel 1954 poi venne proposto un ulteriore prodotto, IBM 650, sempre con la formula del noleggio per 3500 dollari al mese. Di quest'ultima versione negli Stati Uniti vennero eseguite circa un migliaio di installazioni.